# Elena Tchalykh
Elena Tchalykh (Rubtsovsk, 25 de março de 1974) é uma ciclista profissional olímpica russa, que competiu a partir de 2011 para o Azerbaijão. Tchalykh representou o Azerbaijão durante os Jogos Olímpicos de Verão de 2012 em Londres, na prova de estrada individual.